# Open international de la mirabelle d'or
L’open international de la Mirabelle d’Or est un tournoi de golf qui se tient chaque année depuis 2004. Inscrit au calendrier du circuit européen de l'Alps Tour et du circuit français de l'AGF-Allianz golf Tour, il a lieu au golf de La Grange-aux-Ormes à Marly (Moselle).

## Palmarès
| Édition | Année | Date                | Lieu                        | Dotation | Vainqueur                | Score       |
| ------- | ----- | ------------------- | --------------------------- | -------- | ------------------------ | ----------- |
| 19e     | 2022  | 10-12 juin          | Golf de La Grange-aux-Ormes | 40 000 € |                          |             |
| 18e     | 2021  | 11-13 juin          | Golf de La Grange-aux-Ormes | 40 000 € | Franck Medale            | 196 (-14)   |
| 17e     | 2020  | 11-13 septembre     | Golf de La Grange-aux-Ormes | 40 000 € | Alejandro del Rey        | 198 (-15)   |
| 16e     | 2019  | 21-23 juin          | Golf de La Grange-aux-Ormes | 43 000 € | Lars Van Meijel          | 195 (-18)   |
| 15e     | 2018  | 21-24 juin          | Golf de La Grange-aux-Ormes | 45 000 € | Santiago Tarrio          | 268 (-16)   |
| 14e     | 2017  | 22-25 juin          | Golf de La Grange-aux-Ormes | 45 000 € | Maxime Radureau          | 262 (-22)   |
| 13e     | 2016  | 23-26 juin          | Golf de La Grange-aux-Ormes | 47 500 € | Hubert Tisserand (a)     | 273 (-11)   |
| 12e     | 2015  | 25-28 juin          | Golf de La Grange-aux-Ormes | 45 000 € | Harry Casey              | 269 (-15)   |
| 11e     | 2014  | 19-22 juin          | Golf de La Grange-aux-Ormes | 45 000 € | Jean-Pierre Verselin     | 275 (-9)    |
| 10e     | 2013  | 20-23 juin          | Golf de La Grange-aux-Ormes | 45 000 € | Steven Brown             | 277 (-7)    |
| 9e      | 2012  | 28 juin-1er juillet | Golf de La Grange-aux-Ormes | 50 000 € | Xavier Poncelet          | 273 (-11) * |
| 8e      | 2011  | 23-26 juin          | Golf de La Grange-aux-Ormes | 50 000 € | Clément Sordet (a)       | 269 (-15) * |
| 7e      | 2010  | 24-27 juin          | Golf de La Grange-aux-Ormes | 50 000 € | Juan Antonio Bragulat    | 267 (-21)   |
| 6e      | 2009  | 17-20 septembre     | Golf de La Grange-aux-Ormes | 45 000 € | Julien Xanthopoulos      | 267 (-21)   |
| 5e      | 2008  | 4-7 septembre       | Golf de La Grange-aux-Ormes | 45 000 € | Alexandre Mandonnet      | 271 (-17) * |
| 4e      | 2007  | 6-9 septembre       | Golf de La Grange-aux-Ormes | 45 000 € | Lorenzo Gagli            | 267 (-21)   |
| 3e      | 2006  | 7-10 septembre      | Golf de La Grange-aux-Ormes | 45 000 € | Michael Lorenzo-Vera (2) | 271 (-17)   |
| 2e      | 2005  | 1-4 septembre       | Golf de La Grange-aux-Ormes | 45 000 € | Michael Lorenzo-Vera (a) | 270 (-18)   |
| 1e      | 2004  | 10-12 juin          | Golf de La Grange-aux-Ormes | 25 000 € | Cédric Menut             | 209 (-7)    |

(*) Victoire en play-off. En 2012 Xavier Poncelet (France) bat Jaime Camargo (Espagne). En 2011 Clément Sordet (France), alors amateur, bat Émilien Chamaulte (France). En 2008 Alexandre Mandonnet (France) bat Philip Rowe (Angleterre) et Pierre Relecom (Belgique).